# 문경공업고등학교
문경공업고등학교(聞慶工業高等學校)는 대한민국 경상북도 문경시 점촌동에 있는 공립 고등학교이다.

## 학교 연혁
- 1951년 11월 29일 : 문경고등학교 설립인가
- 1952년 1월 8일 : 제1학년 입학식(문경중 가교사에서)
- 1952년 2월 4일 : 가교사 호서남국민학교로 이전
- 1952년 2월 8일 : 초대 권영달 교장 취임
- 1952년 9월 25일 : 신축교사(현 위치)로 이전(개교기념일)
- 1964년 2월 1일 : 문경종합고등학교로 교명 변경 인가(인문과, 광산과, 토목과, 건축과)
- 1977년 9월 5일 : 문경공업고등학교로 교명 변경 인가(광산과, 기계과, 토목과, 건축과)
- 1995년 10월 24일 : 체육관(문맥관) 준공
- 2010년 11월 22일 : 생활관(기숙사) 준공(3층)
- 2010년 12월 7일 : 특성화고 지정 - 친환경 건설, 전기 분야(2011.03.01.~2015.02.28)
- 2015년 2월 14일 : 특성화고 재지정 - 전기·설비 분야(2015.03.01.~2020.02.29)
- 2017년 5월 3일 : 과명 변경 토목과, 건축과, 기계과, 전기에너지과, IT전자과
- 2021년 3월 2일 : 학과재구조화에 따른 과명 변경 하우징디자인과1반, 2반, 기계과, 전기에너지과, IT전자과
- 2023년 9월 1일 : 제27대 유권종 교장 부임
- 2024년 1월 4일 : 제72회 졸업식(졸업생 65명, 졸업생 누계 17,565명)
- 2024년 3월 4일 : 2024학년도 입학식(신입생58명)

## 설치 학과
- 기계과
- IT전자과
- 전기에너지과
- 하우징디자인과

## 참고 자료
- 문경공업고등학교 - 한국교육학술정보원 학교알리미